# Pavonia cancellata
Pavonia cancellata är en malvaväxtart som först beskrevs av Carl von Linné, och fick sitt nu gällande namn av Antonio José Cavanilles. Pavonia cancellata ingår i släktet påfågelsmalvor, och familjen malvaväxter. Inga underarter finns listade i Catalogue of Life.

## Bildgalleri

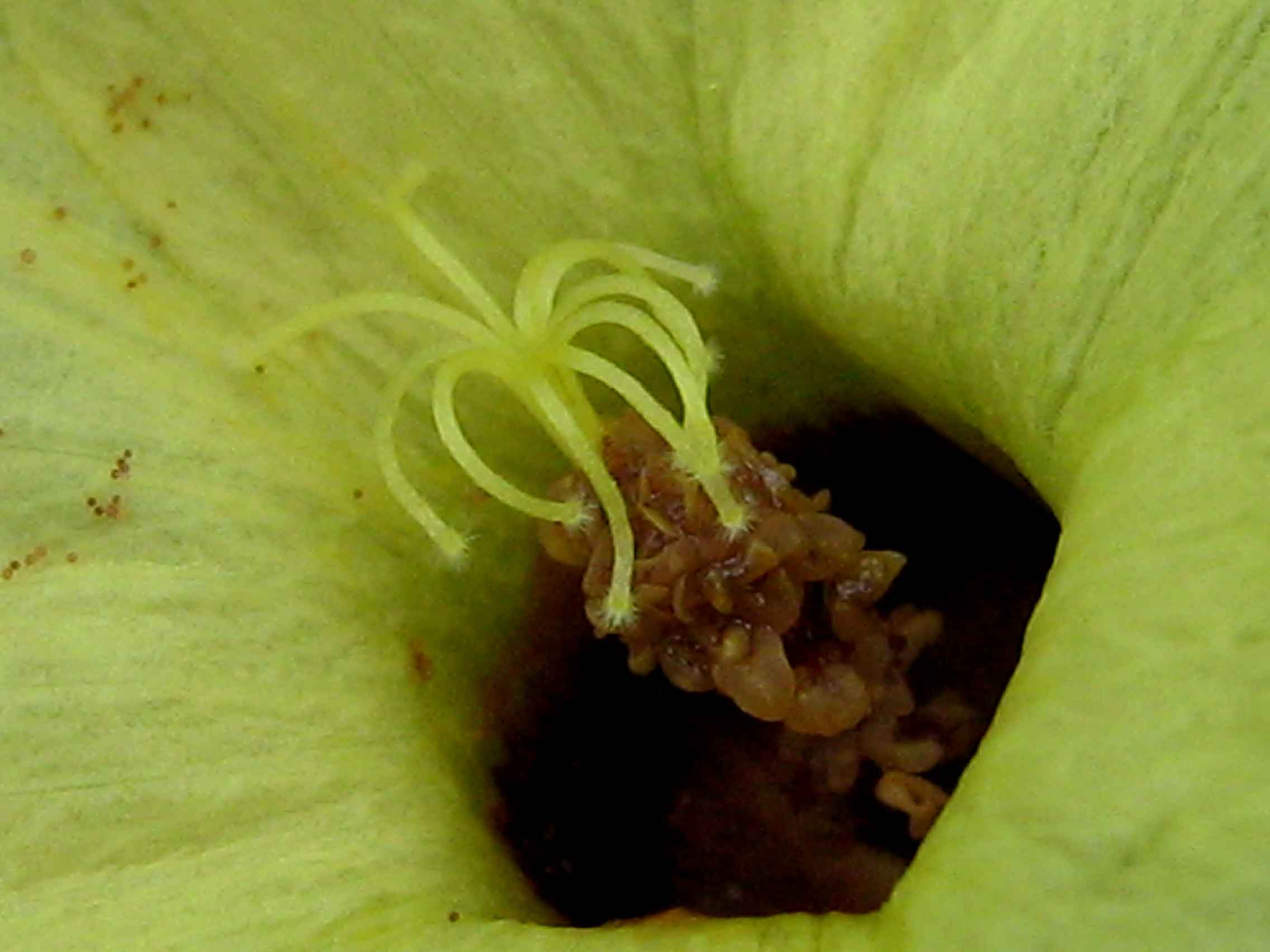
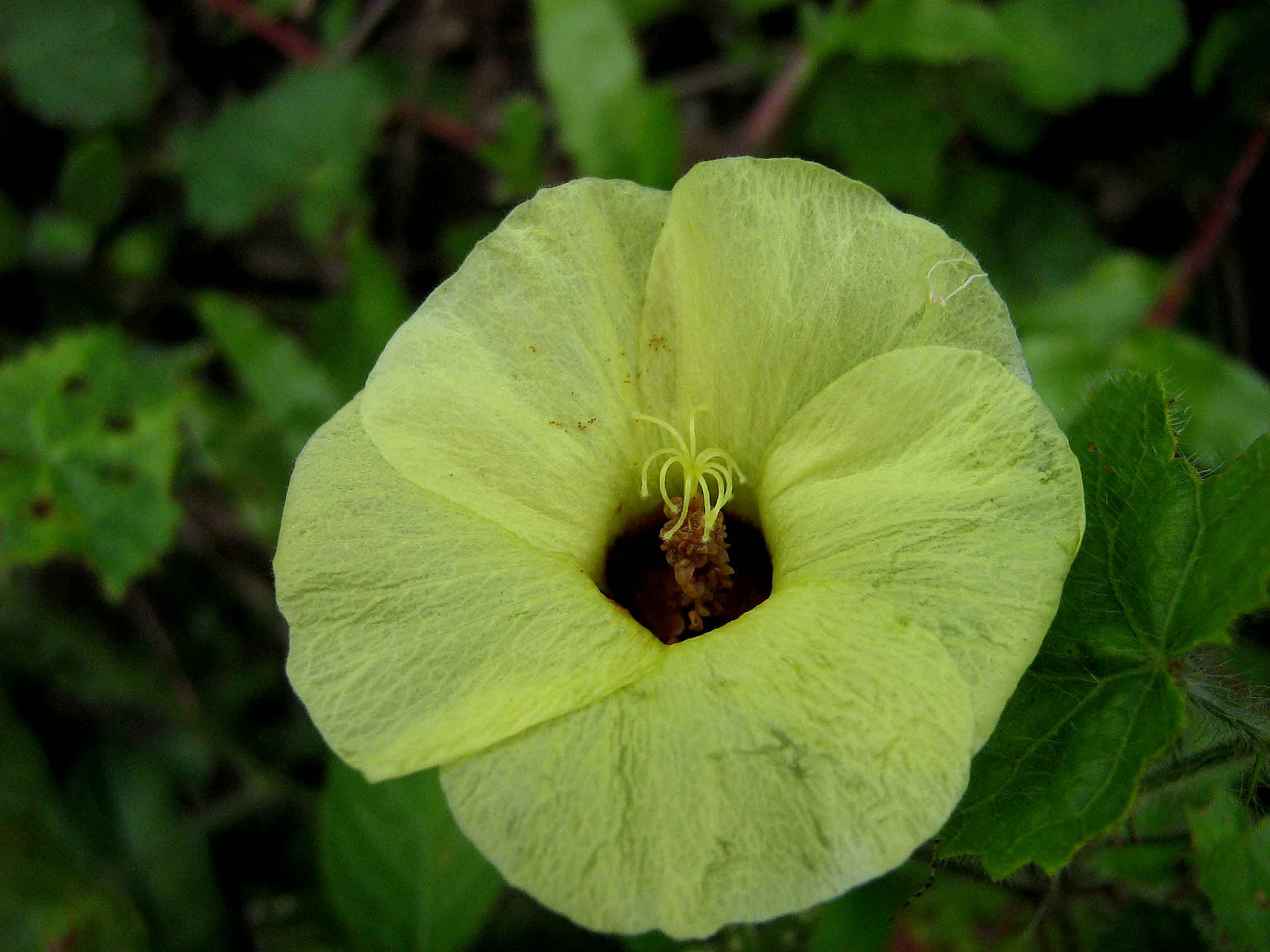
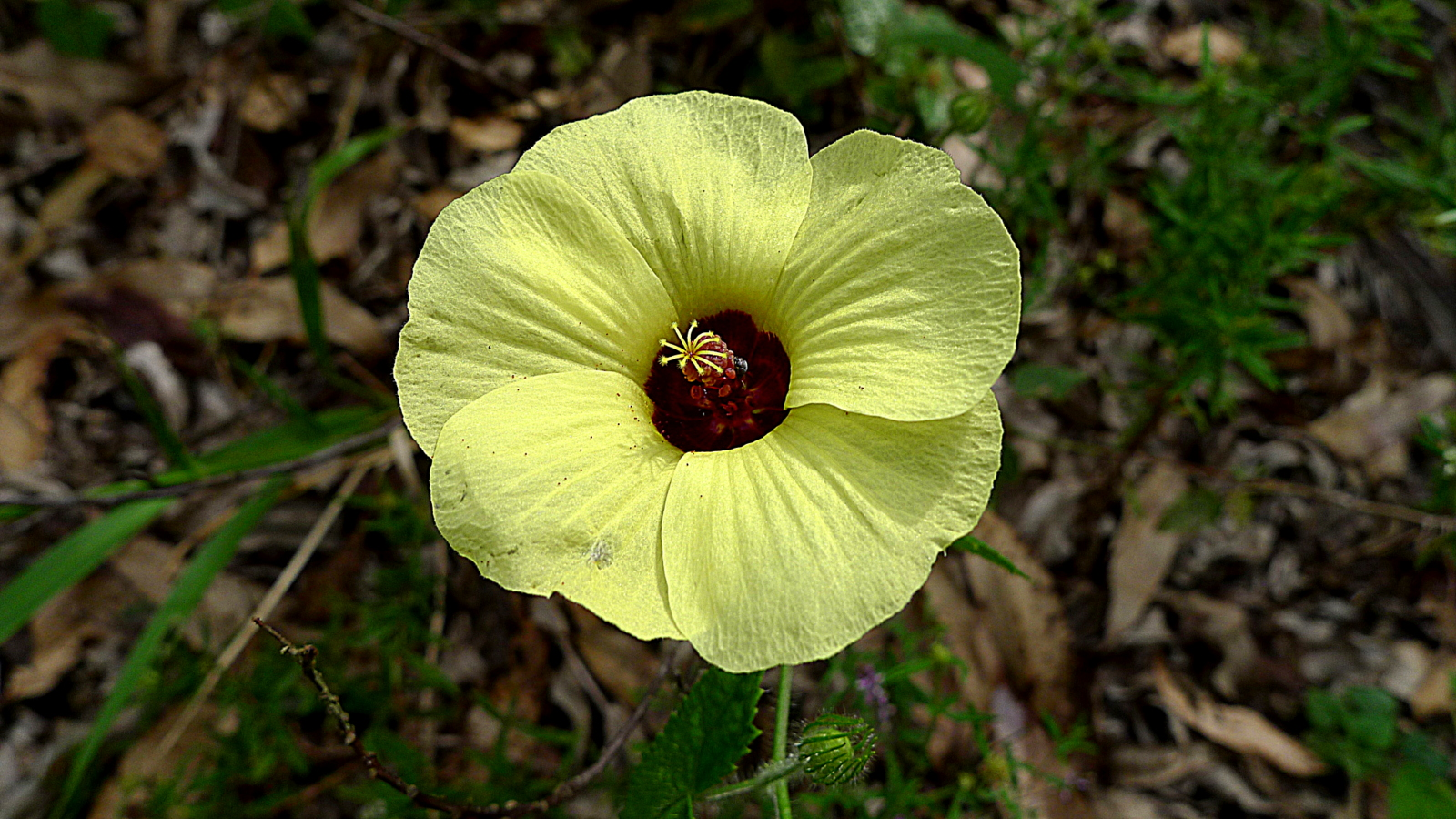
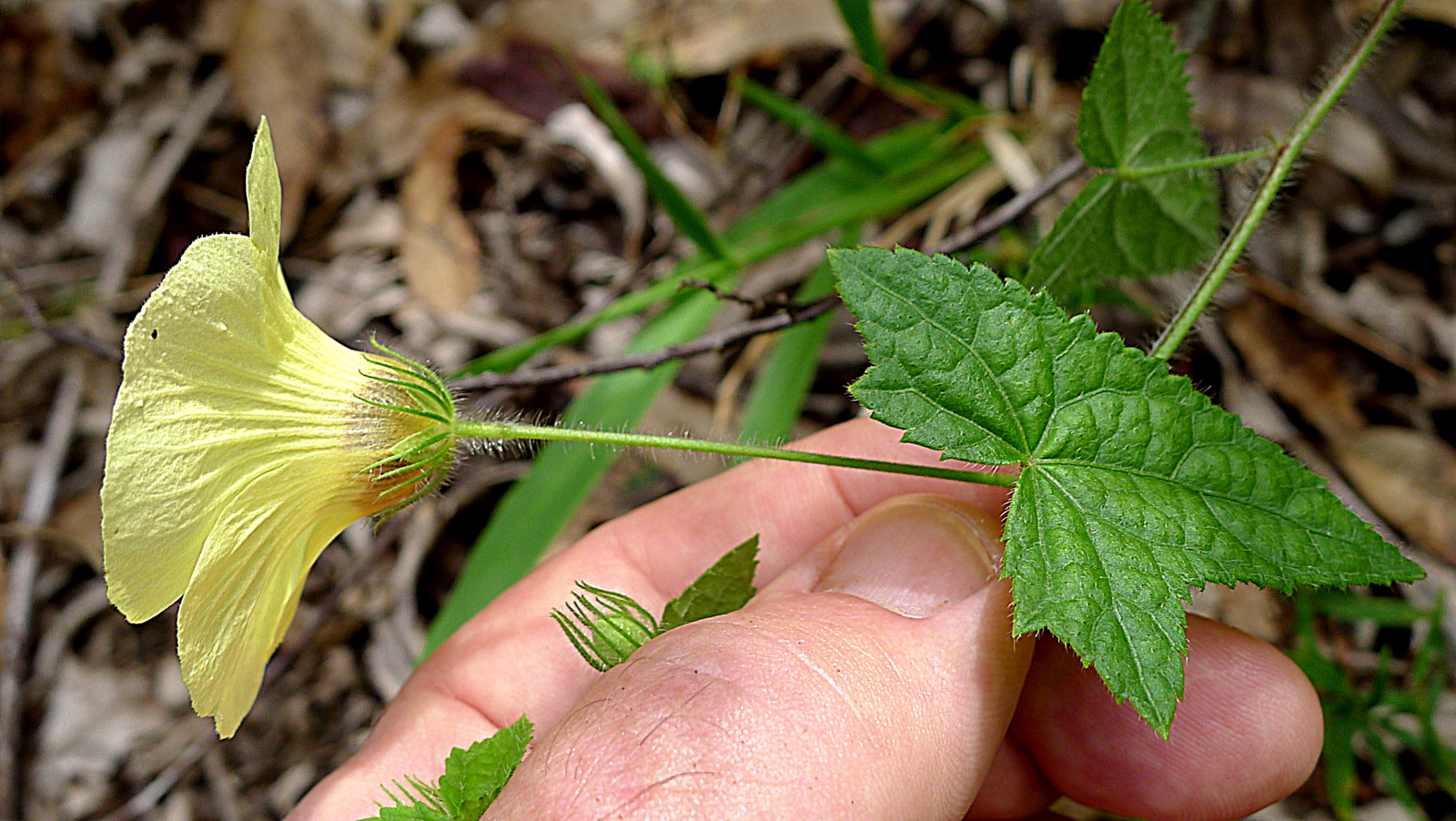
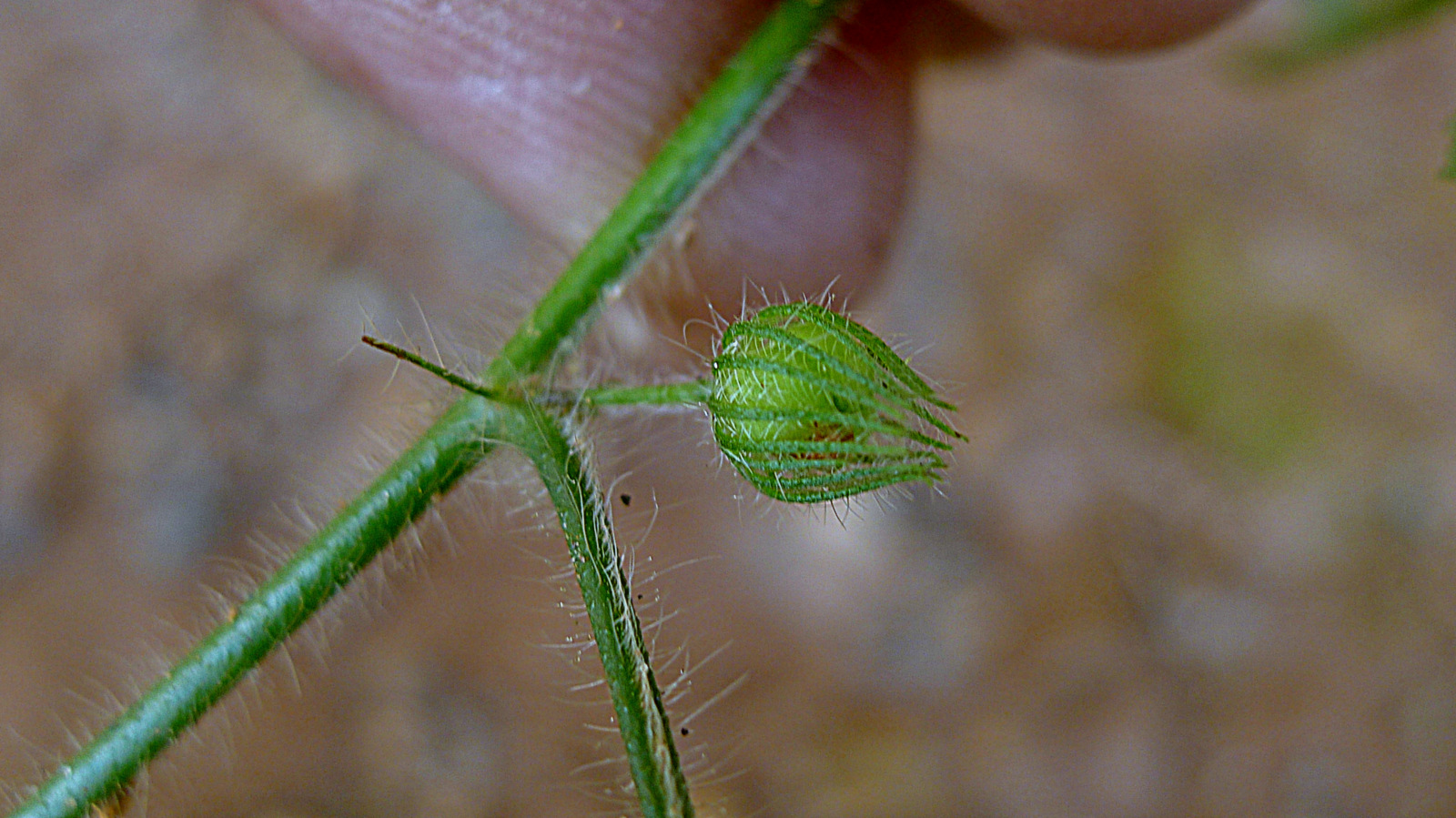
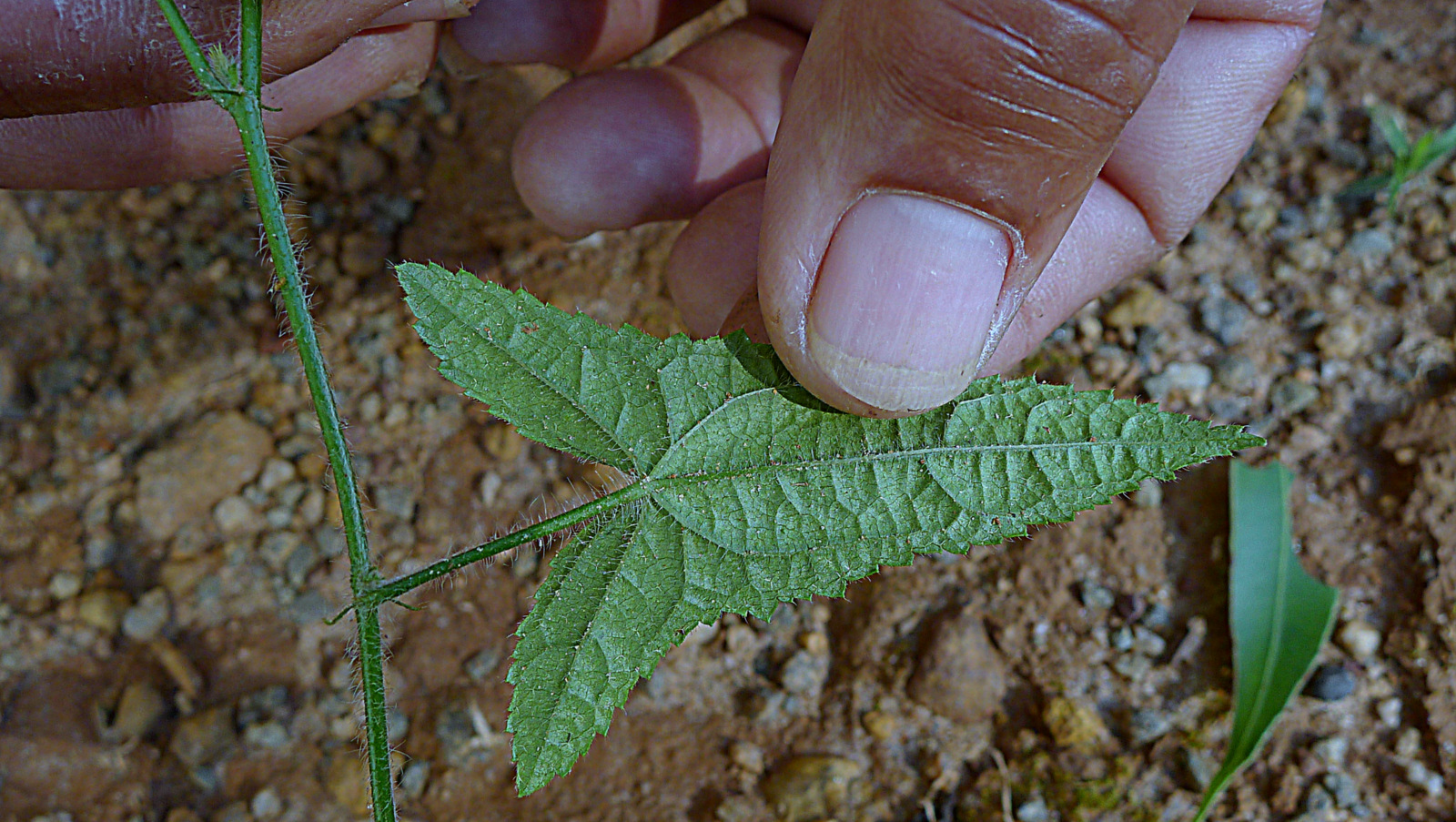